# Mahmood Abdulrahman
Mahmood Abdulrahman (arabisch محمود عبد الرحمن Mahmud Abdurrahman, DMG Maḥmūd ʿAbdu r-Raḥmān; * 22. November 1984 in Muharraq), genannt Ringo, ist ein bahrainischer Fußballspieler, der für Al Shamal in Katar und die Bahrainische Fußballnationalmannschaft spielt.

## Vereinskarriere
Abdulrahman spielte bereits mit neun Jahren für die Jugend von Muharraq Club aus seiner Heimatstadt, schaffte 2004 den Sprung in die erste Mannschaft und blieb dort bis 2009. Mit Muharraq konnte der Mittelfeldspieler vier nationale Meisterschaften, drei Pokalsiege, den AFC Cup und den Titel als Spieler des Turniers gewinnen. 2009 wurde er für ein Jahr nach Kuwait zu Al Qadsia Kuwait ausgeliehen und gewann dort die nationale Meisterschaft. Seit 2010 spielt er in Katar für Al Shamal.

## Länderspielkarriere
Abdulrahman ist einer der besten Spieler seines Landes und kann eine Reihe von Länderspielen aufweisen. Im Rahmen der Qualifikation zur Fußball-Weltmeisterschaft 2010 in Südafrika schoss er in 18 Spielen drei Tore und war damit bester Torschütze der Mannschaft. Auch in der Qualifikation zur Asienmeisterschaft 2011 wurde er bisher viermal eingesetzt.

## Erfolge
- Bahrainischer Meister 2004, 2006, 2007 und 2008
- Bahrainischer Pokalsieger 2005 und 2008
- Bahrainischer FA-Cupsieger 2005
- Kuwaitischer Meister 2009
- AFC-Cup-Sieger und Spieler des Turniers 2008
- AFC-Cup-Finalist 2005